# 大久保忠当
大久保 忠当（おおくぼ ただまさ、天正19年（1591年） - 寛永元年1月2日（1624年2月10日））は、江戸時代初期の旗本。大久保忠直の子。母は坂部次郎左衛門某の娘。通称荒之助。兄に大久保忠成。弟に大久保忠景、大久保忠興。姉妹に佐原七左衛門妻、小野高盛妻、大谷末久妻、高尾嘉文妻、松田定平妻。室は久世広宣の娘。子に大久保忠辰（荒之助）、大久保忠昌（甚兵衛）、正木康可（正木康長養子）。
慶長10年（1605年）、徳川秀忠に仕え、書院番となる。大坂の陣両陣に従軍した。元和5年（1619年）駿河国田中城城代の任に父の忠直が就いたが、老齢であったために代わって忠当が赴く。元和8年（1622年）暮れに父が没すると、兄の忠成がすでに没していたため翌年に家督を相続する。父の城代の役料500石は還付して残る1500石を相続し、同年将軍の上洛に随行している。寛永元年（1624年）34歳で没する。墓所は理性寺。